# Horb am Neckar
Horb am Neckar – miasto w Niemczech, w kraju związkowym Badenia-Wirtembergia, w rejencji Karlsruhe, w regionie Nordschwarzwald, w powiecie Freudenstadt, siedziba wspólnoty administracyjnej Horb am Neckar. Leży w Schwarzwaldzie, nad Neckarem, ok. 20 km na wschód od Freudenstadt. Miejsce urodzenia średniowiecznego artysty Wita Stwosza w 1448, twórcy ołtarza głównego w krakowskim kościele Mariackim.

## Dzielnice
W skład miasta wchodzi 17 dzielnic. 
Dzielnice: Ahldorf, Altheim, Betra, Bildechingen, Bittelbronn, Dettensee, Dettingen, Dettlingen, Dießen, Grünmettstetten, Ihlingen, Isenburg, Mühlen, Mühringen, Nordstetten, Rexingen i Talheim.

## Transport
W mieście krzyżują się drogi krajowe: B14, B32, B28a i B463. Przez miasto przebiega również linia kolejowa InterCity Singen (Hohentwiel)–Stuttgart) ze stacją Horb. 5 kilometrów na wschód od miasta znajduje się zjazd 30. z autostrady A81.

## Sport
W mieście rozgrywany jest kobiecy turniej tenisowy, pod nazwą BMW AHG Cup, zaliczany do rozgrywek rangi ITF, z pulą nagród 25 000 $

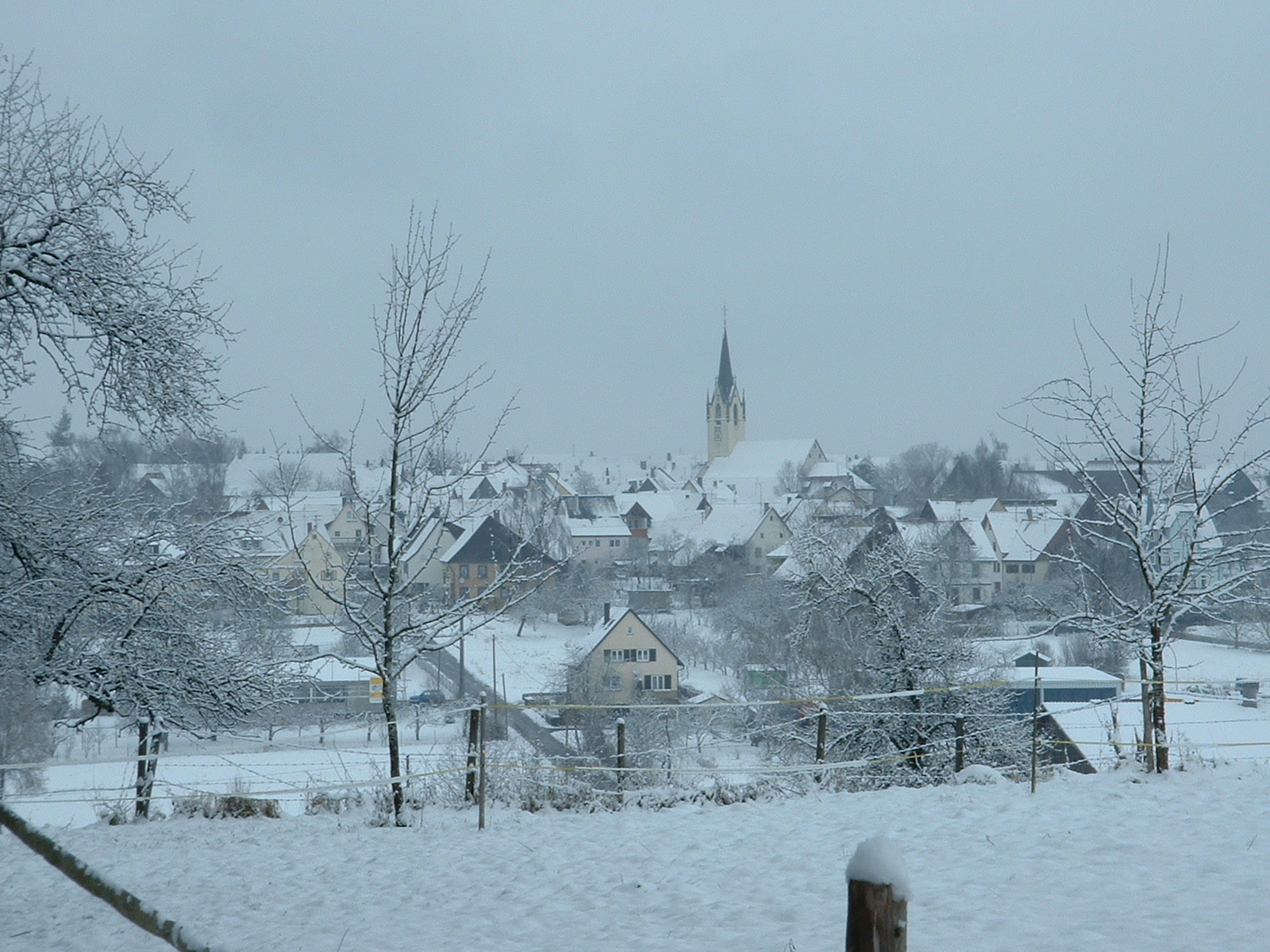
Dzielnica Betra zimą